# Tullio Gritti
Tullio Gritti (Milano, 20 ottobre 1958) è un allenatore di calcio ed ex calciatore italiano, di ruolo attaccante, tecnico in seconda della Roma.

## Carriera

### Giocatore
Nativo di Basiano (Milano), dopo aver militato nel Caravaggio, la carriera di Tullio Gritti comincia tra i dilettanti, nell'Ivrea, che militava in Interregionale (all'epoca categoria equivalente all'attuale Serie D). Negli arancioneri debutta nella stagione 1977-1978 giocando 19 partite e realizzando 6 reti.

Gritti (in secondo piano) al Torino nella stagione 1987-1988, assieme all'altro granata Polster.

Viene notato da un'altra società piemontese, il Derthona. Rimane legato alla squadra di Tortona per due stagioni (1978-1979 e 1979-1980) nelle quali la squadra conduce un campionato di metà classifica in Serie C2; Gritti disputa 64 incontri realizzando 18 reti.
Per il campionato 1980-1981 viene acquistato dall'Arezzo, che gioca in Serie C1. In quell'anno realizza 9 reti in 32 partite. L'anno successivo (la stagione 1981-1982) ottiene la promozione in Serie B con gli aretini contribuendo con 16 realizzazioni.
Un'altra società di Serie C1 lo acquista per cercare di ritornare in B, che ha appena lasciato per una retrocessione: è il Brescia. Segna la prima rete con le Rondinelle il 3 ottobre 1982, nel pareggio esterno con il Forlì (2-2); sempre in questa stagione segnerà su rigore all'ultima giornata un gol decisivo per la salvezza del Brescia, l'1-1 finale ai danni della Triestina. Con le rondinelle rimane per tutte le tre stagioni in terza serie (1982-1983 con 12 gol, 1983-1984 con 16 gol e quella della promozione del 1984-1985 con 19 segnature) giocando 94 partite e realizzando 47 reti. Il 23 settembre 1984, segnando il primo gol nel successo interno per 2-0 sul Modena, per la terza volta consecutiva è il primo marcatore del Brescia in campionato.
Queste prestazioni gli permettono di rimanere a Brescia anche in Serie B nel campionato 1985-1986; esordirà nella seconda serie l'8 settembre 1985 e la settimana successiva segnerà il suo primo gol in Serie B, il gol vittoria ai danni del Pescara. Realizzando 16 reti in 36 partite dà un importante contributo alla promozione in Serie A dei lombardi. La società gli rinnova la fiducia e nel campionato 1986-1987 viene confermato in Serie A.
Ad inizio stagione deve scontare 4 mesi di squalifica a seguito delle sentenze dello scandalo del Totonero-bis. Scontata la squalifica, ritorna in campo il 14 dicembre 1986, alla 12ª giornata, nella partita Brescia-Empoli (3-0) facendo il suo esordio in Serie A. Segna la sua prima rete stagionale e in Serie A il 22 febbraio 1987, su rigore nel successo per 2-0 ai danni del Como; si ripeterà la settimana successiva segnando il gol dell'1-1 finale al Rigamonti con la Roma. Il 15 marzo segnerà in rovesciata il gol vittoria ai danni del Milan mentre il 12 aprile segnerà un altro gol vittoria nel derby con l'Atalanta. All'ultima giornata, segnerà il gol del momentaneo 1-1 nella sconfitta per 3-2 subita dalla Juventus che condannerà le Rondinelle alla retrocessione. In totale, fa 7 gol giocando 19 partite in Serie A.
Nella stagione 1987-1988 viene acquistato dal Torino; realizza 7 reti in 28 partite e viene quindi venduto ancora al Brescia in Serie B.
Nell'annata 1988-1989 gioca 27 partite realizzando un gol all'ultima giornata, nel decisivo successo per 3-1 ai danni del Messina. La squadra si salva solo dopo uno spareggio (disputato presso lo Stadio Dino Manuzzi di Cesena) con l'Empoli vinto ai tiri di rigore.
L'anno dopo viene acquistato dal Verona per la stagione 1989-1990, giocata in Serie A. Gritti gioca 25 partite segnando 3 reti, e la squadra retrocede. Rimane a Verona anche l'anno dopo giocandosi il posto con Claudio Lunini; chiude la stagione con 21 presenze nell'annata 1990-1991 e 2 gol.
Gli ultimi due anni della sua carriera gioca in Serie C2 nel Mantova e, nelle due stagioni, gioca 18 partite facendo 4 gol.

### Allenatore
Rimasto nel mondo del calcio, è stato allenatore in seconda della Triestina e del Torino al seguito di Ezio Rossi prima di diventare collaboratore tecnico di Gian Piero Gasperini al Genoa, al Palermo, ancora al Genoa ed all'Atalanta.
Nell'edizione 2023-2024 Gritti ha vinto la UEFA Europa League come allenatore in seconda di Gian Piero Gasperini alla guida dell'Atalanta, imponendosi per 3-0 sul Bayer Leverkusen in finale.

## Statistiche

### Presenze e reti nei club
| Stagione        | Squadra         | Campionato      | Campionato | Campionato | Coppe nazionali | Coppe nazionali | Coppe nazionali | Coppe continentali | Coppe continentali | Coppe continentali | Altre coppe | Altre coppe | Altre coppe | Totale | Totale |
| Stagione        | Squadra         | Comp            | Pres       | Reti       | Comp            | Pres            | Reti            | Comp               | Pres               | Reti               | Comp        | Pres        | Reti        | Pres   | Reti   |
| --------------- | --------------- | --------------- | ---------- | ---------- | --------------- | --------------- | --------------- | ------------------ | ------------------ | ------------------ | ----------- | ----------- | ----------- | ------ | ------ |
| 1976-1977       | Caravaggio      | 1ª Cat.         | 19         | 14         | -               | -               | -               | -                  | -                  | -                  | -           | -           | -           | 19     | 14     |
| 1977-1978       | Ivrea           | D               | 19         | 6          | CI-D            | ?               | ?               | -                  | -                  | -                  | -           | -           | -           | 19+    | 6+     |
| 1978-1979       | Derthona        | C2              | ?          | ?          | CI-S            | ?               | ?               | -                  | -                  | -                  | -           | -           | -           | ?      | ?      |
| 1979-1980       | Derthona        | C2              | ?          | ?          | CI-S            | ?               | ?               | -                  | -                  | -                  | -           | -           | -           | ?      | ?      |
| Totale Derthona | Totale Derthona | Totale Derthona | 64         | 18         |                 | ?               | ?               |                    | -                  | -                  |             | -           | -           | 64+    | 18+    |
| 1980-1981       | Arezzo          | C1              | 32         | 9          | CI-S            | ?               | ?               | -                  | -                  | -                  | -           | -           | -           | 32+    | 9+     |
| 1981-1982       | Arezzo          | B               | 34         | 16         | CI-C            | ?               | ?               | -                  | -                  | -                  | -           | -           | -           | 34+    | 16+    |
| Totale Arezzo   | Totale Arezzo   | Totale Arezzo   | 66         | 25         |                 | ?               | ?               |                    | -                  | -                  |             | -           | -           | 66+    | 25+    |
| 1982-1983       | Brescia         | C1              | 34         | 12         | CI+CI-C         | 5+?             | 1+?             | -                  | -                  | -                  | -           | -           | -           | 39+    | 13+    |
| 1983-1984       | Brescia         | C1              | 31         | 19         | CI-C            | 8               | 3               | -                  | -                  | -                  | -           | -           | -           | 39     | 22     |
| 1984-1985       | Brescia         | C1              | 29         | 16         | CI+CI-C         | 5+1             | 0               | -                  | -                  | -                  | -           | -           | -           | 35     | 16     |
| 1985-1986       | Brescia         | B               | 36         | 16         | CI              | 5               | 2               | -                  | -                  | -                  | -           | -           | -           | 41     | 18     |
| 1986-1987       | Brescia         | A               | 19         | 7          | CI              | 0               | 0               | -                  | -                  | -                  | -           | -           | -           | 19     | 7      |
| 1987-1988       | Torino          | A               | 28         | 7          | CI              | 13              | 5               | -                  | -                  | -                  | -           | -           | -           | 41     | 12     |
| ago.-sett. 1988 | Torino          | A               | -          | -          | CI              | 7               | 0               | -                  | -                  | -                  | -           | -           | -           | 7      | 0      |
| Totale Torino   | Totale Torino   | Totale Torino   | 28         | 7          |                 | 20              | 5               |                    | -                  | -                  |             | -           | -           | 48     | 12     |
| ott. 1988-1989  | Brescia         | B               | 27+1       | 1+0        | CI              | -               | -               | -                  | -                  | -                  | -           | -           | -           | 28     | 1      |
| Totale Brescia  | Totale Brescia  | Totale Brescia  | 177        | 71         |                 | 24+             | 6+              |                    | -                  | -                  |             | -           | -           | 201+   | 77+    |
| 1989-1990       | Verona          | A               | 25         | 3          | CI              | 0               | 0               | -                  | -                  | -                  | -           | -           | -           | 25     | 3      |
| 1990-1991       | Verona          | B               | 21         | 2          | CI              | 1               | 0               | -                  | -                  | -                  | -           | -           | -           | 22     | 2      |
| Totale Verona   | Totale Verona   | Totale Verona   | 46         | 5          |                 | 1               | 0               |                    | -                  | -                  |             | -           | -           | 47     | 5      |
| 1991-1992       | Mantova         | C2              | 17         | 4          | CI-C            | ?               | ?               | -                  | -                  | -                  | -           | -           | -           | 17+    | 4+     |
| 1992-1993       | Mantova         | C2              | 10         | 1          | CI-C            | ?               | ?               | -                  | -                  | -                  | -           | -           | -           | 10+    | 1+     |
| Totale Mantova  | Totale Mantova  | Totale Mantova  | 27         | 5          |                 | ?               | ?               |                    | -                  | -                  |             | -           | -           | 27+    | 5+     |
| Totale carriera | Totale carriera | Totale carriera | 446        | 151        |                 | 45+             | 11+             |                    | -                  | -                  |             | -           | -           | 491+   | 162+   |

## Palmarès

### Giocatore

#### Competizioni nazionali
- Coppa Italia Semiprofessionisti: 1

Arezzo: 1980-1981
- Campionato italiano Serie C1: 2

Arezzo: 1981-1982 (girone B)
Brescia: 1984-1985 (girone A)
- Campionato italiano Serie C2: 1

Mantova: 1992-1993 (girone A)